# Эберсон, Джон
Джон Эберсон (англ. John Adolph Emil Eberson; 1875, Черновицы, Буковина, Австро-Венгерская Империя — 1964, США) — американский архитектор.

## Биография
Джон Эберсон родился в Черновицах (в составе Австро-Венгрии), в еврейской семье. Окончил школу в Дрездене, Саксония, и изучал электротехнику в Венском университете. Приехал в Америку в начале 1900-х и поселился в Сент-Луисе. Там спроектировал свой первый кинотеатр — «Джуэл» (Jewel) в Хамильтоне (штат Огайо). Переселился в Чикаго, а затем в Нью-Йорк (1926). Получил всеобщую известность, как автор открытых кинотеатров, многие из которых он спроектировал в различных экзотических стилях, например неоитальянского ренессанса, неомавританского, и других. Многие из его проектов были в стиле арт-деко. Он вместе со своим сыном Дрю Эберсоном спроектировал около 1200 кинотеатров в десятках штатов и за рубежом: во Франции, Венесуэле, Мексике и Австралии.

## Избранные проекты и постройки
- 1915: The Paramount Theatre (Austin, Texas), Austin, Texas
- 1921: The Majestic Theater (Dallas), Dallas Texas
- 1922: Orpheum Theatre (Wichita), Kansas
- 1922: Indiana Theatre, Terre Haute, Indiana
- 1924: Palace Theater (Gary, Indiana),
- 1926: Olympia Theater and Office Building, Miami, Florida
- 1926: Tampa Theatre, Tampa, Florida; включен в Национальный реестр исторических памятников США (National Register of Historic Places), 1978.
- 1927: Riviera Theater, Omaha, Nebraska (восстановлен и переименован в кинотеатр Розы (Rose Theater)).
- 1927: State Theater, Kalamazoo, Michigan
- 1927: Capitol Theatre, Flint, Michigan
- 1928: The Louisville Palace, Louisville, Kentucky
- 1928: Uptown Theater (Kansas City), Missouri
- 1928: Stanley Theater (Jersey City), New Jersey
- 1928: Palace Theatre (Marion, Ohio)
- 1929: Loew’s Akron, Akron, Ohio, (теперь Akron Civic Theater)
- 1929: Loew’s Paradise Theater, The Bronx, New York, (один из пяти Loew’s Wonder Theaters, бывших Loew’s кинотеатров в Нью-Йорке New York City)
- 1929: Loew’s Valencia Theater, Queens, New York, другие пять кинотеатров Loew’s Wonder Theaters
- 1929: Paramount Theatre (Anderson, Indiana)
- 1929: State Theatre (Sydney), вместе с Henry Eli White
- 1929: The Majestic Theatre, San Antonio, Texas
- 1931: Warner Theatre (Morgantown, West Virginia)
- 1932: Le Grand Rex, Paris, France, как консультант Auguste Bluysen[6]
- 1938: Lakewood Theater, Dallas, Texas
- 1938: Bethesda Theater, Bethesda, Maryland; включен в Национальный реестр исторических памятников США, 1999.
- 1938: AFI Silver, Силвер-Спринг, Мэриленд
- 1938: Schines Auburn Theatre, Auburn, New York; включен в Национальный реестр исторических памятников США, 2000.
- 1940: Oswego Theater, Oswego, New York; включен в Национальный реестр исторических памятников США, 1988.
- 1946: The Woodlawn Theatre, San Antonio, Texas